# Mala lođa u Šibeniku
Šibenska mala renesansna lođa izgrađena je u 16. stoljeću, vjerojatno na mjestu starije građevine. Smještena je na istočnoj strani starog glavnog gradskog trga (danas Trg Republike Hrvatske), između šibenske gradske vijećnice i katedrale sv. Jakova.
Mala lođa služila je kao mjesto gdje su se vršile javne dražbe i odakle su se upućivali sudski pozivi. Danas je od ove građevine ostao sačuvan samo lijepi kameni portal i tri stupa s tri arkade, od kojih je srednji stup služio kao stup sramote (tzv. berlina). Za njega su bili vezivani prijestupnici protiv zakona, što se da zaključiti i po ostacima željeza gdje su se nekada nalazili okovi. U prizemlju male lođe 1746. otvorena je i prva šibenska kavana gdje su se zabavljali uglavnom viši slojevi društva.